# TER Pays de la Loire
A TER Pays de la Loire egy regionális vasúthálózat Franciaországban, a Pays de la Loire régióban.

## TER hálózat

### Vasút
| Járat                                   | Útvonal                                                                                                  | Gyakoriság | Megjegyzések |
| --------------------------------------- | --- | ---------- | ------------ |
| 1                                       | Nantes ... Savenay ... Saint-Nazaire ... Le Croisic                                                      |            |              |
| 2                                       | Nantes ... Savenay ... Redon ... Rennes                                                                  |            |              |
| 2bis                                    | Nantes ... Savenay ... Redon ... Lorient ... Quimper (lásd még a TER Bretagne 3-as vonalát)              |            |              |
| 4                                       | Angers-Saint-Laud ... Ancenis ... Nantes                                                                 |            |              |
| 5                                       | Nantes ... Angers-Saint-Laud ... Saint-Pierre-des-Corps ... Orléans (lásd még a TER Centre 1-es vonalát) |            |              |
| 6                                       | Nantes ... Clisson ... Cholet                                                                            |            |              |
| 8                                       | Nantes ... Clisson ... La Roche-sur-Yon ... Les Sables-d'Olonne                                          |            |              |
| 10                                      | Nantes ... Sainte-Pazanne ... Pornic                                                                     |            |              |
| 11                                      | Nantes ... Sainte-Pazanne ... Challans ... Saint-Gilles-Croix-de-Vie                                     |            |              |
| 14                                      | La Roche-sur-Yon ... Bressuire ... Thouars ... Saumur                                                    |            |              |
| 19                                      | Angers-Saint-Laud ... Saumur ... Tours                                                                   |            |              |
| 20                                      | Angers-Saint-Laud ... Cholet                                                                             |            |              |
| 21                                      | Angers-Saint-Laud ... Sablé-sur-Sarthe ... Le Mans                                                       |            |              |
| 22                                      | Rennes ... Vitré ... Laval ... Le Mans                                                                   |            |              |
| 23                                      | Le Mans ... Nogent-le-Rotrou ... Chartres ... Versailles-Chantiers - Paris-Montparnasse                  |            |              |
| 24                                      | Caen ... Alençon ... Le Mans (lásd még a TER Basse-Normandie 7-es vonalát)                               |            |              |
| 25                                      | Le Mans ... Château-du-Loir ... Tours                                                                    |            |              |
| † Nem minden vonat áll meg az állomáson | |            |              |

### Busz
| Line | Bus route                                     |
| ---- | --------------------------------------------- |
| 6    | Nantes – Cholet                               |
| 7    | Nantes – Bressuire – Poitiers                 |
| 11   | Nantes – Challans – Saint-Gilles-Croix-de-Vie |
| 12   | Nantes – Challans – Saint-Jean-de-Monts       |
| 13   | Nantes – Noirmoutier                          |
| 15   | La Roche-sur-Yon – Fontenay-le-Comte          |
| 16   | Fontenay-le-Comte – Niort                     |
| 17   | Fontenay-le-Comte – La Rochelle               |
| 18   | Angers – Châteaubriant                        |
| 26   | Le Mans – La Flèche – Saumur                  |

## Állomások listája
Ez a lista az állomásokat sorolja fel ábécé sorrendben.

## Vasúti járművek

### Motorvonatok
- SNCF Z 9600 sorozat
- SNCF Z 21500 sorozat
- SNCF X 2100 sorozat ismert még mint X 92100
- SNCF X 4300 sorozat
- SNCF X 4630 sorozat
- SNCF X 4750 sorozat
- SNCF X 72500 sorozat
- SNCF X 73500 sorozat
- Z 27500
- Z 27500

### Mozdonyok
- SNCF BB 22200 sorozat
- SNCF BB 25500 sorozat
- SNCF BB 26000 sorozat
- SNCF BB 67300 sorozat
- SNCF BB 67400 sorozat